# Obwód abajski
Obwód abajski (kaz. Абай облысы, Abaj obłysy; ros. область Абай, obłast´ Abaj) – jeden z 17 obwodów w Kazachstanie. Znajduje się na wschodzie kraju, graniczy z obwodami wschodniokazachstańskim, pawłodarskim, karagandyjskim i żetyskim, a także z Rosją (Kraj Ałtajski) i Chinami (Sinciang). Siedzibą obwodu jest Semej.
Jest to jeden z trzech najnowszych obwodów Kazachstanu, utworzony 8 czerwca 2022 roku z zachodnich części obwodu wschodniokazachstańskiego. Równocześnie utworzono także obwody obwód ułytauski i obwód żetyski.
W Imperium Rosyjskim funkcjonował obwód semipałatyński o przybliżonych granicach (1854–1920). Za czasów ZSRR oraz początkowo w Kazachstanie istniał także obwód semipałatyński (1939–1997) o podobnych granicach.

## Podział administracyjny
Obwód dzieli się na dziesięć rejonów i dwa miasta wydzielone (numeracja odpowiada tej na mapie):
1. rejon Abaj (Абай ауданы), siedziba Karauył (Қарауыл)
2. rejon Aksuat (Ақсуат ауданы)
3. rejon Ajagöz (Аягөз ауданы)
4. rejon Beskaragaj (Бесқарағай ауданы)
5. rejon Borodulicha (Бородулиха ауданы)
6. rejon Żarma (Жарма ауданы), siedziba Kałbatau (Қалбатау)
7. rejon Kökpekty (Көкпекті ауданы)
8. rejon Ürżar (Үржар ауданы)
9. rejon Makanszy (Мақаншы ауданы)
10. rejon Żangasemej (Жаңасемей ауданы), siedziba Semej (Семей)
11. miasto Kurczatow
12. miasto Semej (Семей)